# Джеремі Дудзяк
Джеремі Дудзяк (нім. Jeremy Dudziak, нар. 28 серпня 1995, Дуйсбург, Німеччина) — туніський футболіст, центральний півзахисник берлінської «Герти».

## Клубна кар'єра
Джеремі Дудзяк народився у німецькому місті Дуйсбург у родині туніських переселенців. Футболом почав займатися у футбольній школі місцевого клубу «Дуйсбург». У 2007 році Джеремі приєднався до академії клубу «Шальке 04», а за два роки у віці 16-ти років Дудзяк перейшов до академії «Боруссії» з Дортмунда. Починав грати Джеремі у другій команді «Борусії» у турнірі Третьої ліги. У січні 2015 року футболіст підписав з клубом професійний контракт терміном до 2018 року. Але в основі «Боруссії» Дудзяк провів лише три матчі.
І вже у серпні того року футболіст перейшов до складу «Санкт-Паулі», з яким підписав трирічний контракт. Влітку 2019 року на правах вільного агента Дудзяк приєднався до клубу «Гамбург».
У 2021 році Дудзяк підписав трирічний контракт з «Гройтер Фюрт», який виграв турнір Другої Бундесліги і підвищився в класі.

## Збірна
З 2011 року Джеремі Дудзяк грав за юнацькі та молодіжну збірні Німеччини. Але маючи туніське коріння, у 2019 році футболіст прийняв запрошення від туніської федерації футболу і 6 вересня у матчі проти команди Мавританії дебютував у складі національної збірної Тунісу.

## Досягнення
Німеччина (U-19)
 Чемпіон Європи (U-19): 2014